# Joseph Kittinger
Joseph William Kittinger II (27. července 1928 Tampa, Florida, USA – 9. prosince 2022 Orlando, Florida, USA) byl důstojník Letectva Spojených států amerických, sloužící v letech 1950–1978. V letech 1956–1960 se v rámci projektů Manhigh a Excelsior zapojil do experimentálních balonových výškových letů. Roku 1960 uskutečnil rekordní seskok z balonu letícího ve výšce 31 333 metrů, při němž padal volným pádem 4 minuty a 36 sekund a dosáhl rychlosti 988 km/h. Držitelem rekordu za nejvyšší seskok byl 52 let. Následně absolvoval tři bojové turnusy ve vietnamské válce. Dosáhl jednoho sestřelu a po svém vlastním sestřelení strávil jedenáct měsíců v zajetí. V roce 1984 jako první člověk uskutečnil sólový transatlantický balonový přelet.
Dne 14. října 2012 byla výška seskoku a dosažená rychlost překonána Felixem Baumgartnerem, který po seskoku z výšky 39 kilometrů padal rychlostí až 1120 km/h. Baumgartner však nepřekonal Kittingerovu délku letu volným pádem.

## Život

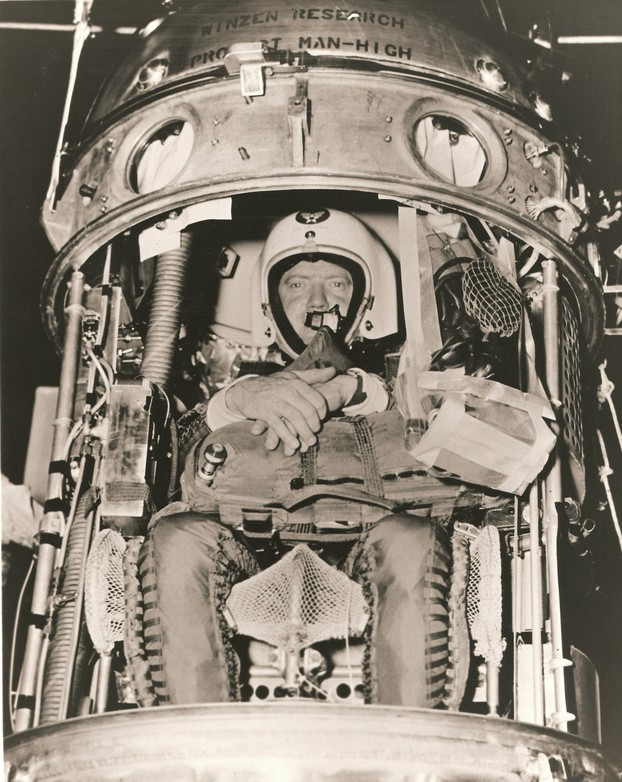
Joseph Kittinger v roce 1957 v balonové gondole projektu Manhigh

### Výškové let v balonech
Kittinger je výrazně spojen s experimentálními výškovými lety v balonech. Byl zapojen do projektu Manhigh, v jehož rámci byly lidé vynášeni v balonech do středních vrstev stratosféry. Dne 2. června 1957 Kittinger v rámci letu Manhigh I vystoupal do výšky 29 490 metrů. V rámci projektu následovaly ještě lety Manhigh II (David G. Simons) a Manhigh III (Clifton M. McClure).
V letech 1959–1960 se Kittinger zapojil do projektu Excelsior, zaměřeného na zkoumání seskoků z velkých výšek. Třetí seskok Excelsior III Kittinger uskutečnil dne 16. srpna 1960 v 7:12 nad údolím Tularosa v Novém Mexiku. Výstup do výšky 31 kilometrů balonu trval 1 hodinu a 31 minut. Kvůli selhání pravé rukavice Kittingerovi otékala ruka. Gondolu balonu opustil ve výšce 31 333 metrů (102 800 stop). Na sobě měl skafandr David Clark Co. MC-3A a helmu MA-3. Dýchal směs 60 % kyslíku, 20 % dusíku a 20 % helia. Celkem 4 minuty a 36 sekund padal volným pádem, který stabilizoval malý padák. Dosáhl přitom rychlosti 988 km/h. Hlavní padák otevřel ve výšce 5334 metrů. Sekvence od seskoku po přistání trvala téměř třináct minut a 45 sekund. Za rekordní seskok byl Kittinger vyznamenán Záslužným leteckým křížem a zároveň získal Harmonovu trofej. Rekord držel celkem 52 let.

### Vietnamská válka

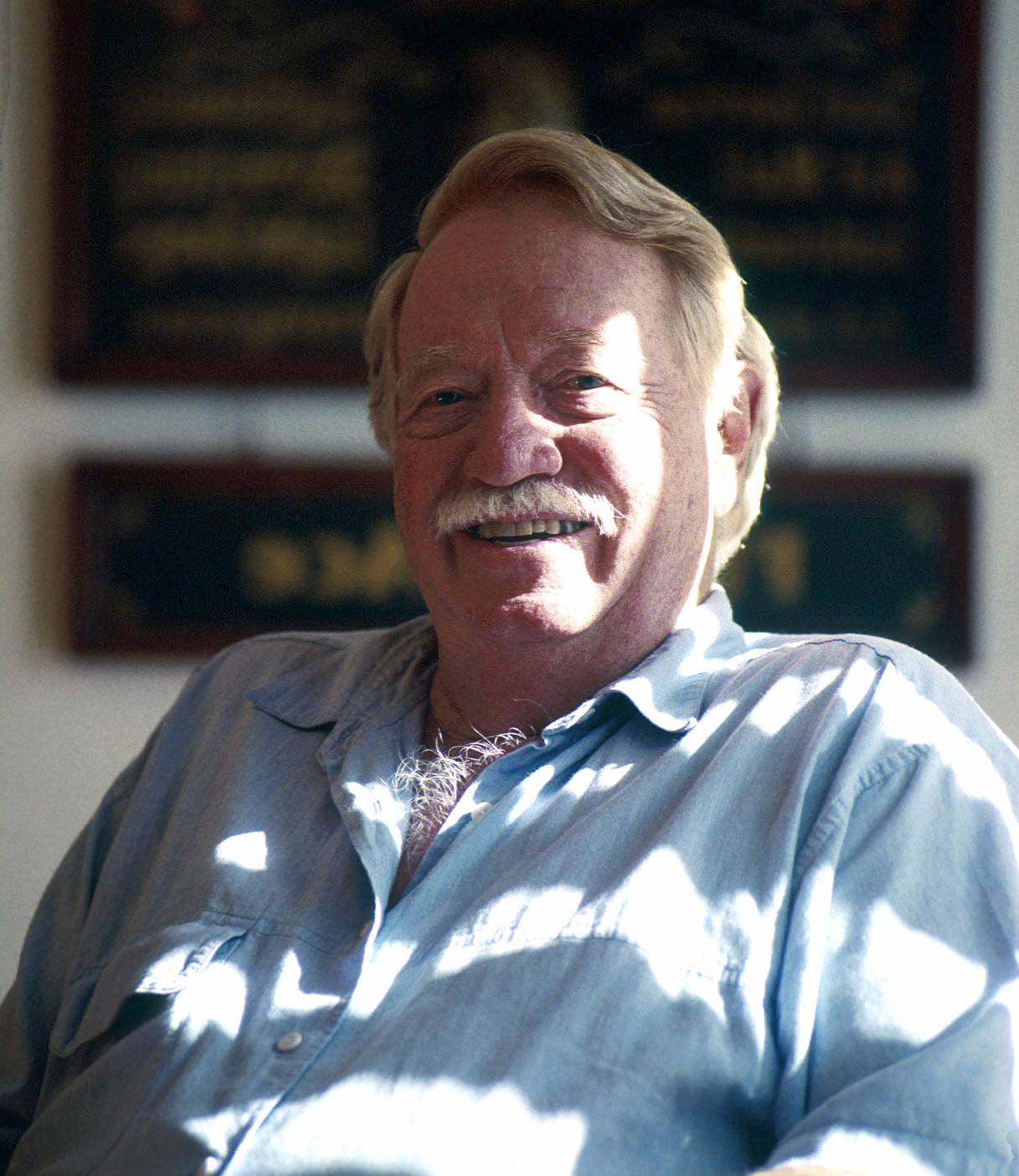
Joseph Kittinger v roce 1999

Po návratu k letectvu Kittinger absolvoval tři turnusy ve válce ve Vietnamu, při kterých uskutečnil 483 bojových letů. V prvních dvou turnusech létal s pístovým bitevním letounem B-26K Invader. Třetí turnus nastoupil dobrovolně k 555. stíhací peruti amerického letectva (555th Fighter Interceptor Squadron) s proudovými stíhacími letouny F-4D Phantom II.
Dne 1. března 1972 Kittinger pilotoval F-4D Phantom II (sériové číslo 66-7463, volací znak Falcon 54) při hlídkovém letu nad severním Laosem. Druhým členem posádky byl Leigh A. Hodgdon. V páru s nimi letěl ještě druhý letoun F-4D Phantom II. Přibližně ve 20:00 letoun včasné výstrahy EC-121T Warning Star upozornil Phantomy na přítomnost severovietnamských stíhacích letounů MiG-21. Kittinger následně jeden MiG-21 sestřelil řízenou střelou. Sestřel získal v letounu, se kterým různí piloti dosáhli celkem šesti vzdušných vítězství.
Dne 11. května 1972 byl Kittinger sestřelen řízenou střelou vypuštěnou severovietnamským MiGem-21, který byl následně sám sestřelen Kittingerovým wingmanem. Kittinger a jeho zbraňový operátor William J. Reich se katapultovali a strávili jedenáct měsíců v zajetí ve věznici přezdívané Hanojský Hilton.

### První sólový transatlantický let balónem
V roce 1983 Kittinger vytvořil dva rekordy Mezinárodní letecké federace, když urazil 3221,23 kilometrů z Las Vegas v Nevadě do Farmersville ve státě New York.
Ve dnech 14.–18. září 1984 Kittinger uskutečnil první sólový transatlantický přelet v balonu. Balon Yost GB55 využíval jako nosný plyn 3000 m3 helia. Odstartoval z Caribou ve státě Maine a o 86 hodin později přistál v Montenotte v Itálii. Let měl délku 5703,03 kilometrů. Díky tomu Kittinger ustavil dálkový rekord Mezinárodní letecké federace.

### Další život
Zemřel roku 2022 v Orlandu na Floridě. Bylo mu 94 let. Pohřben byl na Arlingtonském národním hřbitově.

## Galerie

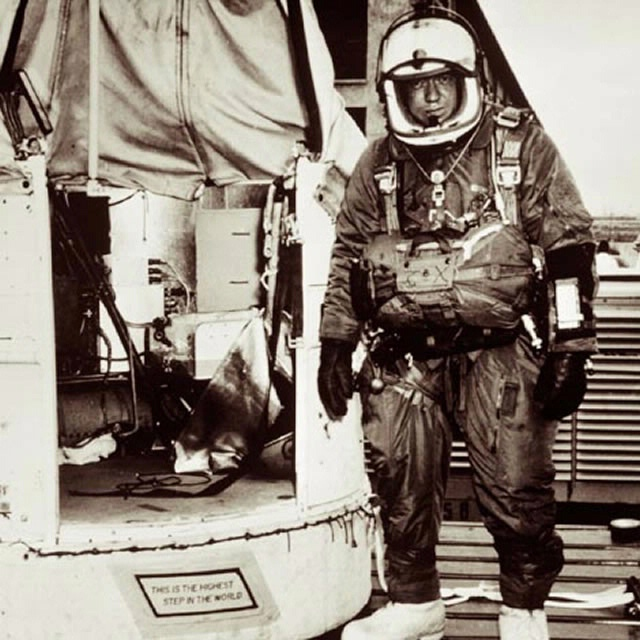
Joseph Kittinger s gondolou Excelsior, ze které provedl rekordní seskok
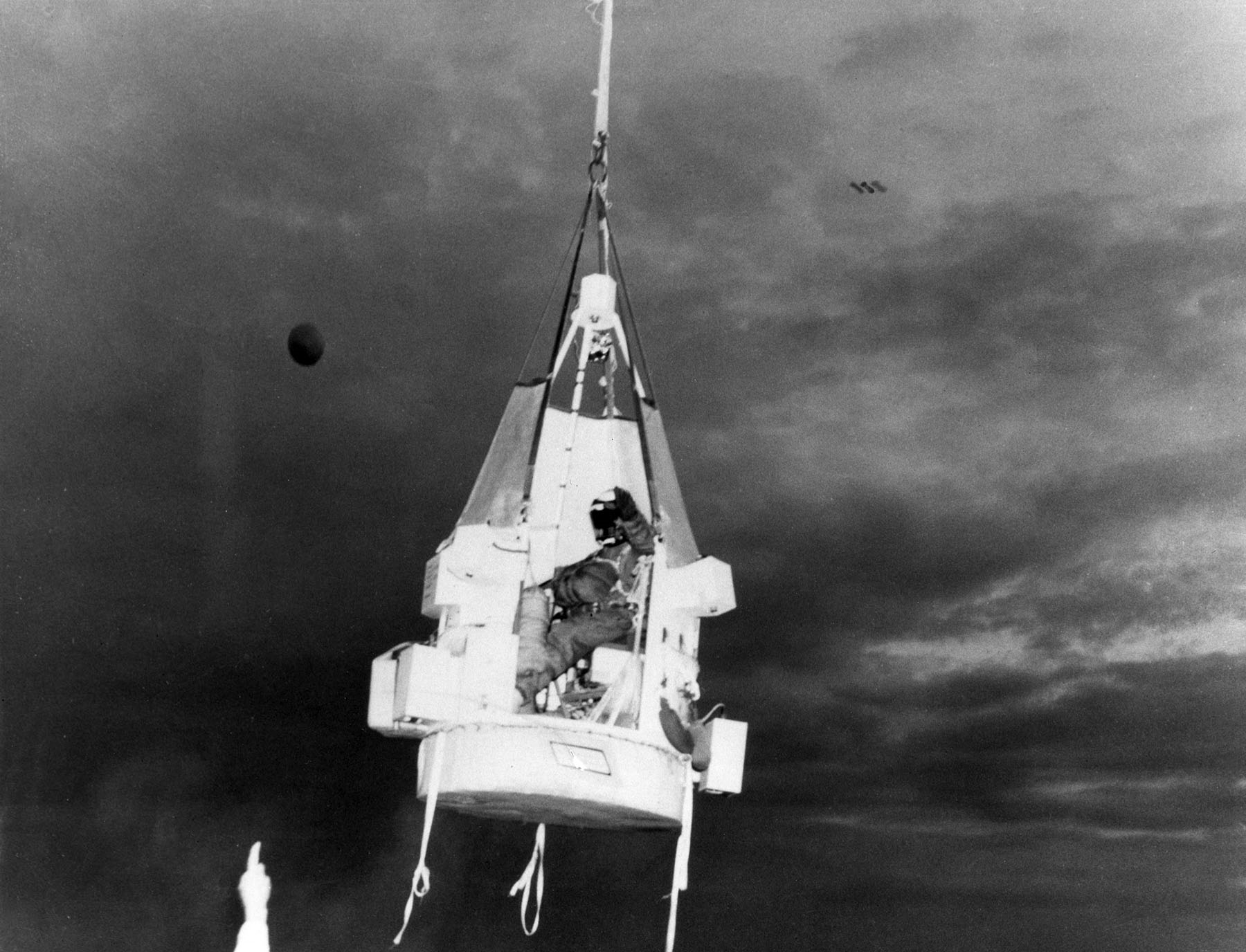
Gondola Excelsior s Josephem Kittingerem stoupá do výšky k provedení rekordního seskoku
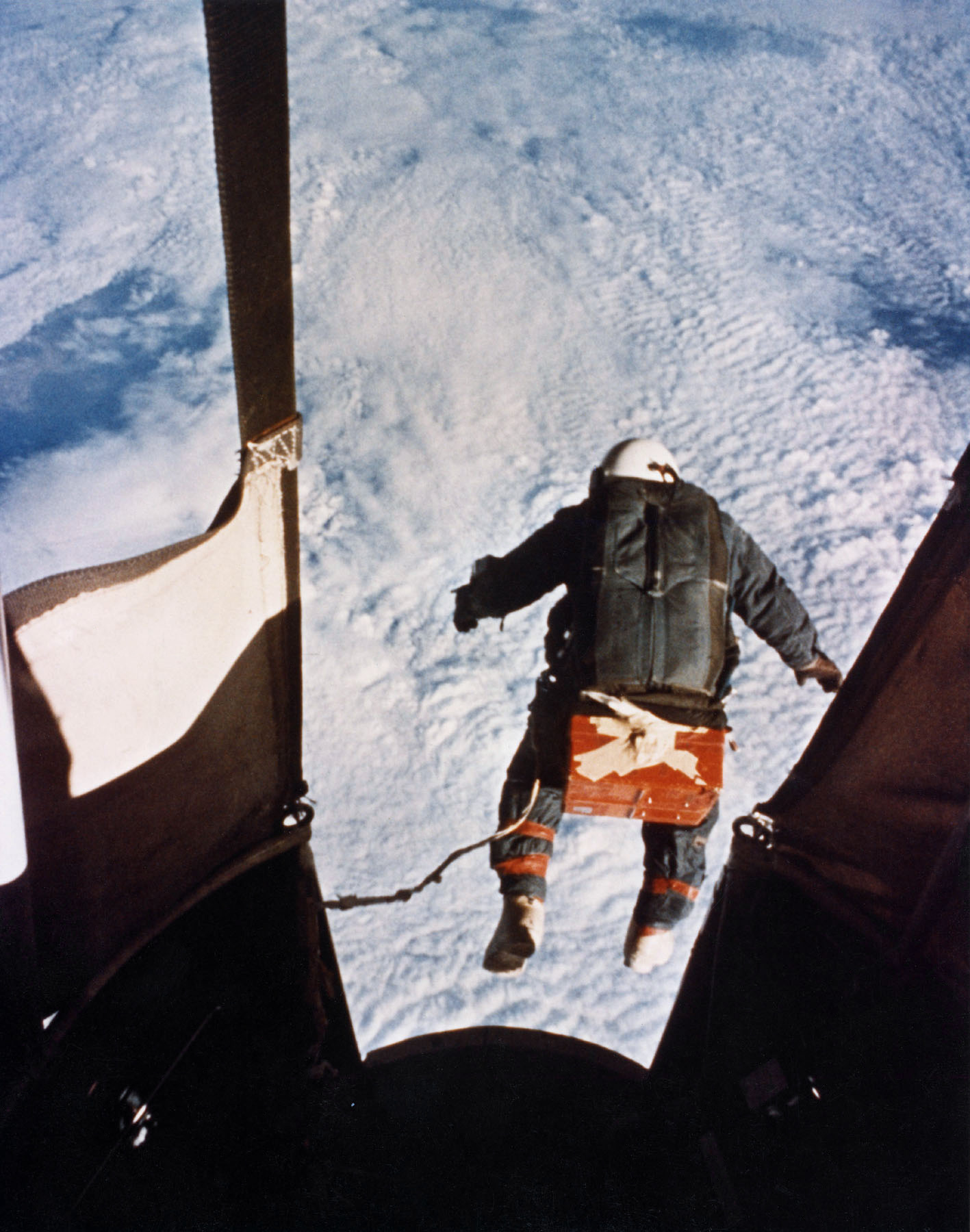
Rekordní seskok Josepha Kittingera z výšky 31 333 metrů
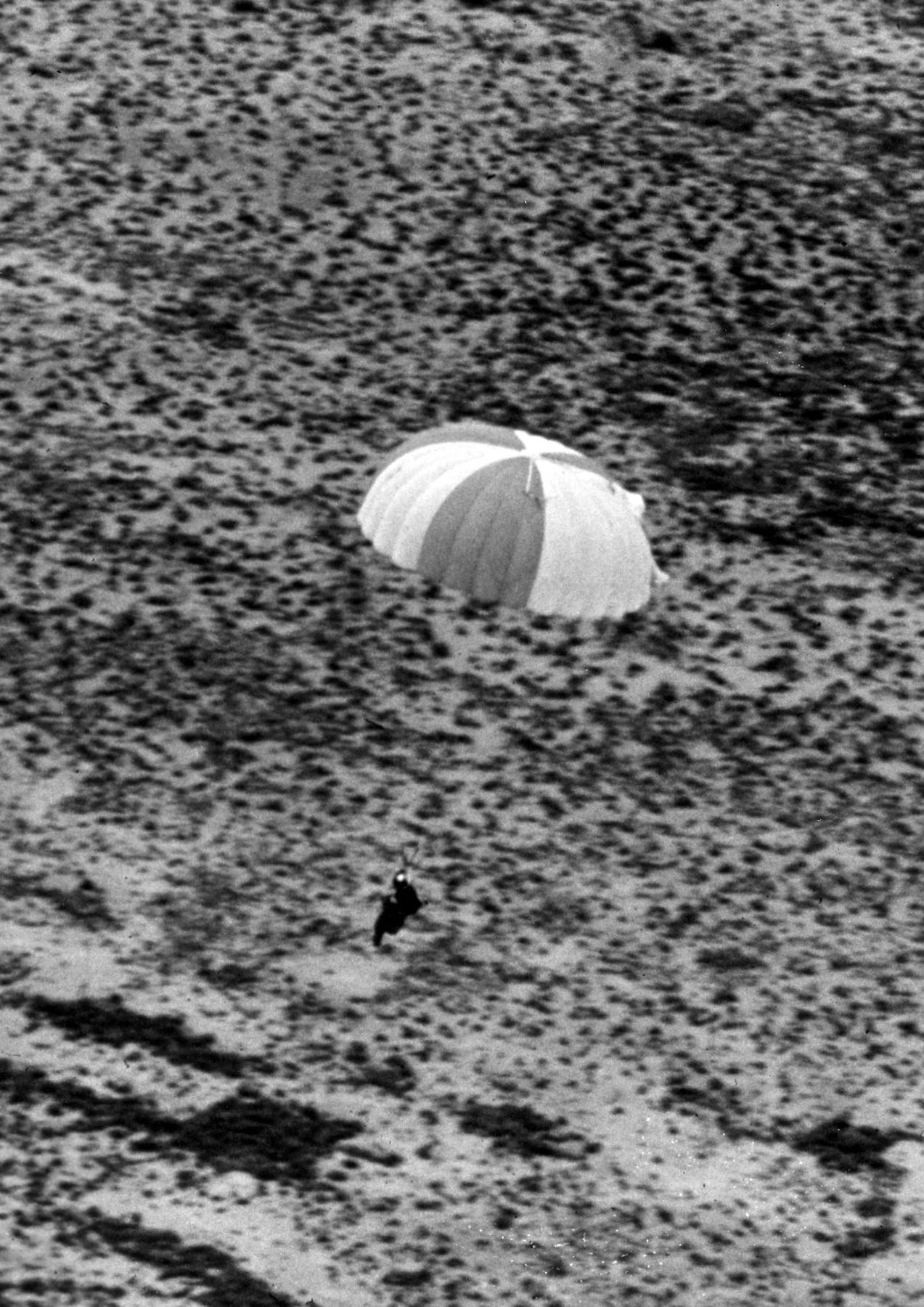
Joseph Kittinger přistává na padáku
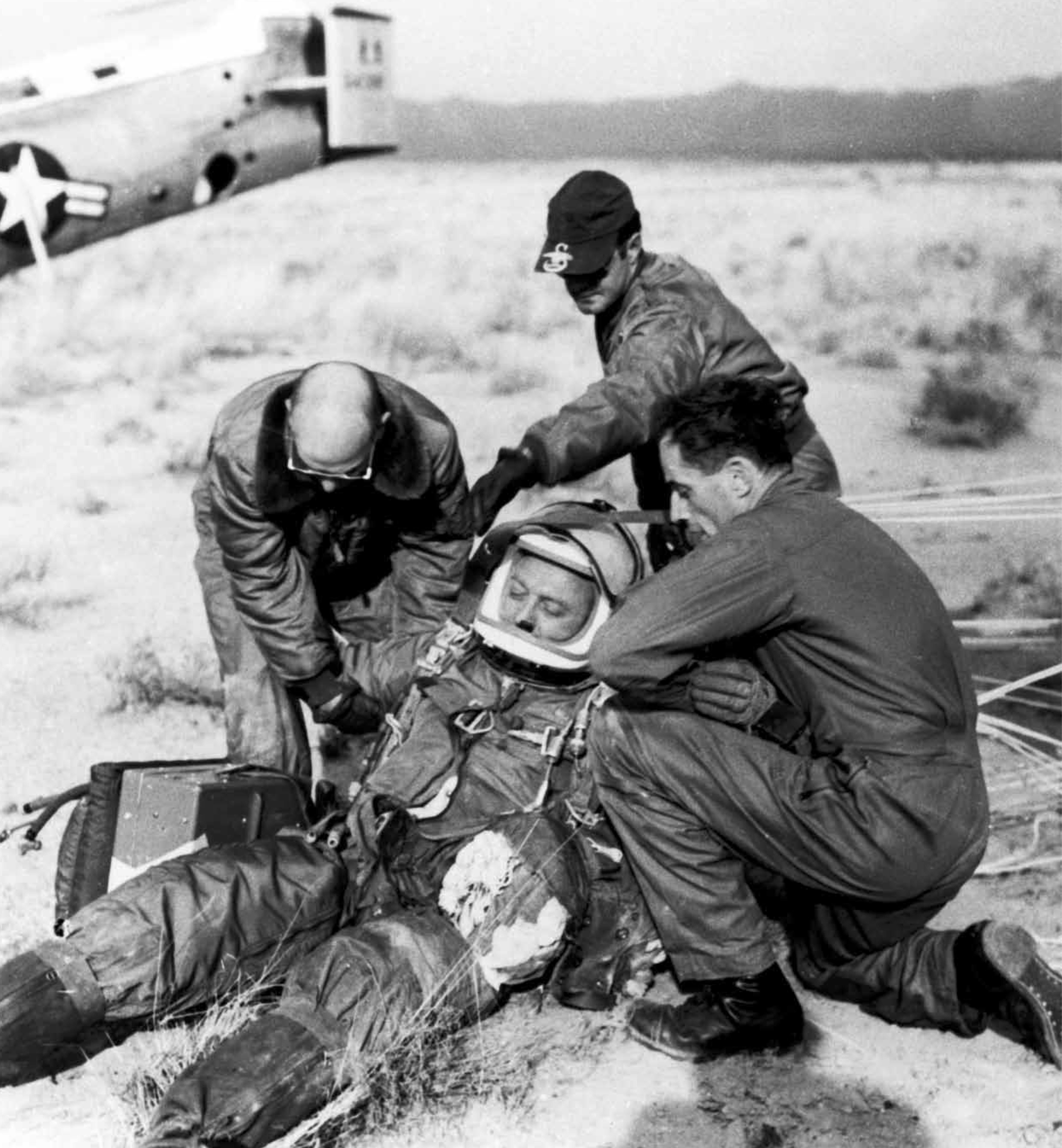
Záchranný tým pomáhá Josephu Kittingerovi po přistání po rekordním seskoku. V pozadí je vrtulník Piasecki H-21.